# Lista de deputados estaduais do Piauí da 9.ª legislatura
Esta é a lista de deputados estaduais do Piauí para a legislatura 1979–1983.

## Composição das bancadas
| Partido | Líder                | Bancada | Posição  |
| ------- | -------------------- | ------- | -------- |
| ARENA   | Mão Santa            | 21 / 24 | Governo  |
| MDB     | Themístocles Sampaio | 3 / 24  | Oposição |

## Deputados estaduais
| Número | Deputados estaduais eleitos | Partido | Votação | Percentual | Cidade onde nasceu  | Unidade federativa |
| 11891  | Freitas Neto                | ARENA   | 18.575  | 3,34%      | Teresina            | Piauí              |
| 11642  | José Lobão                  | ARENA   | 18.222  | 3,27%      | União               | Piauí              |
| 11981  | César Melo                  | ARENA   | 17.736  | 3,19%      | Campo Maior         | Piauí              |
| 11214  | Barros Araújo               | ARENA   | 17.559  | 3,15%      | Picos               | Piauí              |
| 11330  | Sebastião Leal              | ARENA   | 16.331  | 2,93%      | Uruçuí              | Piauí              |
| 11388  | Newton Macedo               | ARENA   | 16.266  | 2,92%      | São Raimundo Nonato | Piauí              |
| 11383  | Paes Landim                 | ARENA   | 15.500  | 2,78%      | São João do Piauí   | Piauí              |
| 11738  | Mão Santa                   | ARENA   | 15.446  | 2,77%      | Parnaíba            | Piauí              |
| 11233  | Afrânio Nunes               | ARENA   | 14.947  | 2,69%      | Amarante            | Piauí              |
| 11876  | Juarez Tapety               | ARENA   | 14.010  | 2,52%      | Oeiras              | Piauí              |
| 11605  | Deoclécio Dantas            | ARENA   | 13.941  | 2,50%      | Teresina            | Piauí              |
| 11441  | Bona Medeiros               | ARENA   | 13.400  | 2,41%      | União               | Piauí              |
| 11752  | Jesualdo Cavalcanti         | ARENA   | 12.449  | 2,24%      | Corrente            | Piauí              |
| 11961  | Manoel Simplício            | ARENA   | 12.063  | 2,17%      | Vicência            | Pernambuco         |
| 11790  | Humberto Silveira           | ARENA   | 11.992  | 2,15%      | Jaicós              | Piauí              |
| 11174  | Wilson Parente              | ARENA   | 11.810  | 2,12%      | Cristino Castro     | Piauí              |
| 11685  | Ribeiro Magalhães           | ARENA   | 11.687  | 2,10%      | Piracuruca          | Piauí              |
| 11682  | Sabino Paulo                | ARENA   | 11.625  | 2,09%      | São João do Piauí   | Piauí              |
| 11716  | Machado Melo                | ARENA   | 11.340  | 2,04%      | Batalha             | Piauí              |
| 11667  | João Lobo                   | ARENA   | 10.590  | 1,90%      | Floriano            | Piauí              |
| 11500  | Wilson Brandão              | ARENA   | 10.393  | 1,87%      | Pedro II            | Piauí              |
| 15326  | Themístocles Sampaio        | MDB     | 7.150   | 1,28%      | Esperantina         | Piauí              |
| 15730  | Elias Ximenes do Prado      | MDB     | 6.956   | 1,25%      | Sobral              | Ceará              |
| 15228  | Oscar Eulálio               | MDB     | 6.778   | 1,22%      | Picos               | Piauí              |